# 시르스텐 플라그스타

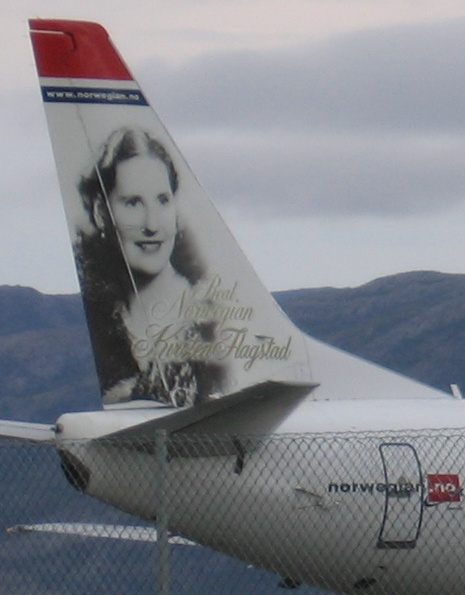
노르웨이 항공기 날개에 그려진 플라그스타

시르스텐 플라그스타(Kirsten Flagstad, 1895년 7월 12일 ~ 1962년 12월 7일)는 노르웨이의 소프라노 가수이다.
1913년 오슬로에서 〈저지(低地)〉의 누리 역으로 데뷔하였다. 1933년 단역으로 바이로이트에 등장하였을 때 그 뛰어난 재능이 인정되어 1935년부터 메토에 초빙되어 바그너의 곡을 다수 상연하였다. 그녀의 목소리는 심원하고 완벽한 발성을 들려주어 20세기에서 잊을 수 없는 가수의 한 사람으로 평가된다.